# Hudîmivka, Lebedîn
Hudîmivka (în ucraineană Гудимівка) este un sat în comuna Kaliujne din raionul Lebedîn, regiunea Sumî, Ucraina.

## Demografie
Componența lingvistică a localității Hudîmivka
     Ucraineană (100%)
Conform recensământului din 2001, toată populația localității Hudîmivka era vorbitoare de ucraineană (100%).